# San Mateo Tlapiltepec
San Mateo Tlapiltepec är en kommun i Mexiko.   Den ligger i delstaten Oaxaca, i den sydöstra delen av landet, 250 km sydost om huvudstaden Mexico City.